# Neoblattella carvalhoi
Neoblattella carvalhoi är en kackerlacksart som beskrevs av Rocha e Silva och Guilherme A.M.Lopes 1976. Neoblattella carvalhoi ingår i släktet Neoblattella och familjen småkackerlackor. Inga underarter finns listade i Catalogue of Life.